# Croyland Abbey

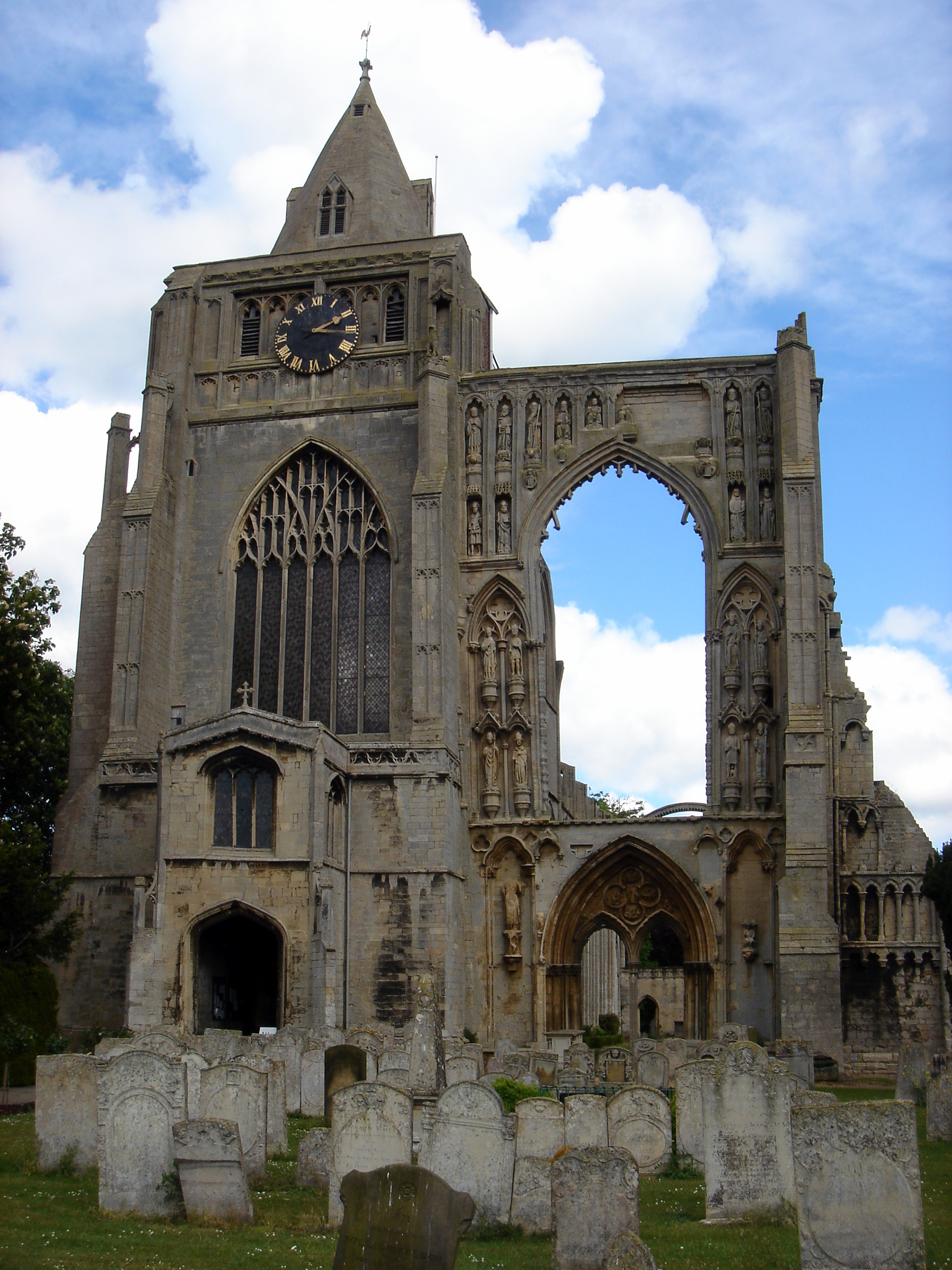
Croyland Abbey

Croyland Abbey, de Abdij van Croyland, is een parochiekerk van de Anglicaanse Kerk in Crowland in het Engelse Lincolnshire. Het gebouw is een voormalige abdij, waarvan het grootste deel in de loop der tijd tot een ruïne vervallen is.

## Geschiedenis
De abdij werd in de 8e eeuw gebouwd op initiatief van Æthelbald van Mercia, die daarmee een belofte inwilligde, die hij aan Sint Guthlac –die zich op deze plaats als kluizenaar had teruggetrokken- had gedaan, toen die voorspeld had dat Æthelbald koning zou worden. De abdij werd opgedragen aan de Maagd Maria, Sint Bartolomeüs en Sint Guthlac, en kwam vanaf de 10e eeuw onder gezag van de Benedictijnen.
Het gebouw kende een roerige geschiedenis. Al in 866 werd het gebouw verwoest door de Denen. Na de herbouw werd het in 1091 door een brand verwoest, herbouwd en in 1170 weer getroffen door een brand.
De abdij is bekend geworden door de Croyland Chronicle, een (soms onbetrouwbare) geschiedschrijving over het Engeland in de Middeleeuwen.
Ondanks wanhopige verzoeken van de abt van het klooster aan Oliver Cromwell werd de abdij in 1539 opgeheven (Dissolution of the Monasteries).
De huidige abdij herbergt een reliek: geïdentificeerd als de schedel van de 9e-eeuwse abt, Theodore die aan het altaar werd gedood door de Vikings. De reliek was te bezichtigen door het publiek, tot het werd gestolen in 1982. De schedel werd anoniem teruggebracht in 1999.
John Clare schreef een sonnet onder de titel 'Crowland Abbey' gepubliceerd in The Literary Souvenir voor 1828 en herdrukt in zijn laatste boek, The Rural Muse in 1835.